# 고환암
고환암(睾丸癌, testicular cancer)은 남성의 생식 기관의 일부인 고환에서 발전하는 암이다.
음경의 모든 혹이 종양은 아니며, 모든 종양이 암은 아니다. 고환미세결석증, 부고환 낭종, 고환충수와 같은 다르 수많은 질병들이 있으며, 통증이 있을 수 있지만 암에 속하지는 않는다.
고환암은 모든 암 가운데 가장 높은 치유율을 보이는 것들 가운데 하나로, 평균 95%의 5년 생존율을 가진다. 암이 고환 밖으로 퍼져나가지 않은 경우 5년 생존율은 99%이지만 주위 구조 안으로까지 성장하였다든지 주변 림프절로 퍼져나갔다면 그 확률은 96%가 되며 고환에서 기관이나 림프절로 퍼져나간 경우 5년 생존율은 약 74%로 된다. 암이 널리 퍼지는, 상대적으로 희귀한 질병의 경우에도 화학요법을 사용하면 적어도 80%의 치료율을 제공한다.